# Enol

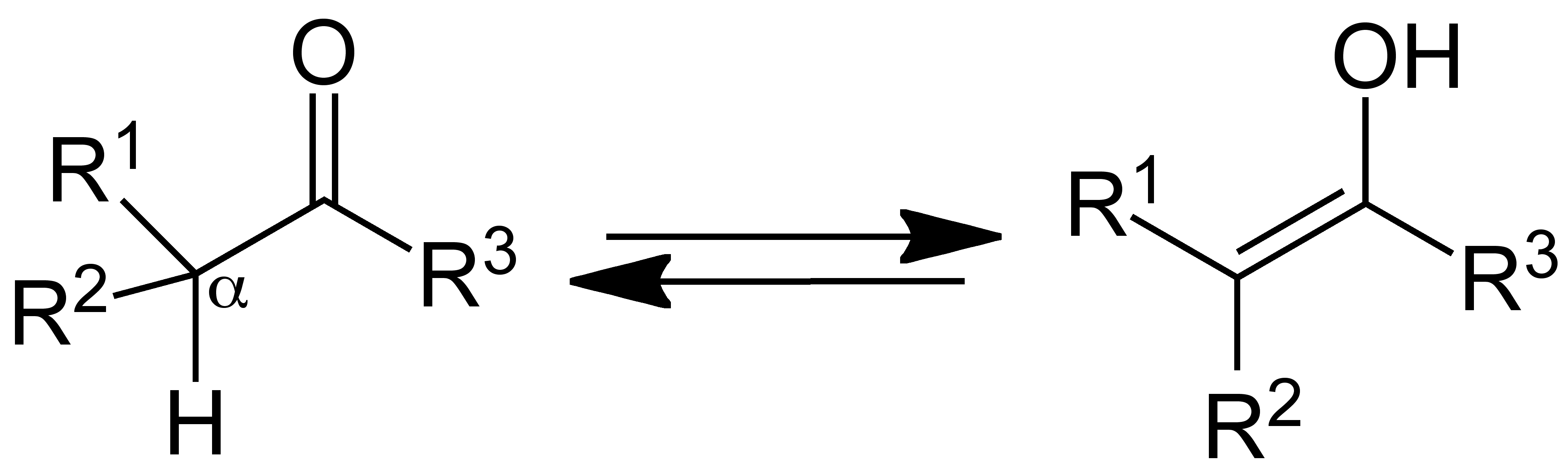
Exemplu de tautomerie ceto-enolică

Enolii (mai rar denumiți și alchenoli) reprezintă un tip de intermediar de reacție în chimia organică, extrem de reactivi și de instabili, care sunt din punct de vedere structural alchene (olefine) care au grupele hidroxil atașate de unul dintre atomii de carbon care participă la legătura dublă. Denumirea lor provine din combinarea termenilor „-en” (specific pentru alchenă) și „-ol” (de la alcool). Cel mai simplu enol e etenolul (alcool vinilic).
Prin tautomerie ceto-enolică, enolii se transformă reversibil în cetone.

## Structura
Formula structurală a unui enol e următoarea:

## Echilibrul chimic al tautomerilor
Compoziția de echilibru chimic a amestecului tautomerilor poate fi mult diferită de valoarea existentă în lichidul pur dacă se folosește un solvent. Formele enolice sunt mai nepolare și mai volatile decânt cele cetonice.
Solubilitatea enolilor e mai mare în solvenții nepolari.
Se poate formula o regulă (Dimroth 1910) pe bază de date experimentale referitor la constanta de echilibru enol-cetonă K ca proporțională cu raportul solubilităților formelor enol - cetonă. Constanta de proporționalitate k este constantă pentru un ansamblu de solvenți.
{\displaystyle K=k{\frac {S_{e}}{S_{c}}}}